# Ritratto di una Sforza
Il Ritratto di una Sforza (detto Bella principessa) è un disegno molto finito a gesso e inchiostro, matita nera, matita rossa e biacca su pergamena (33x23,9 cm) attribuito a Leonardo da Vinci, databile al 1495 circa e conservato in una collezione privata, forse in Canada. Si tratta di una delle più recenti attribuzioni che riguarda Leonardo, scaturita in seguito a una serie di indagini scientifiche del 2009 che avrebbero ritrovato un'impronta digitale sull'opera altamente compatibile con altre conosciute dell'artista, in particolare sul San Girolamo della Pinacoteca Vaticana.
A fine novembre 2015 Shaun Greenhalgh, che si dichiarava "falsario di professione", ha riportato di essere l'autore della "Bella principessa". Tuttavia Martin Kemp ha dichiarato questa pretesa paternità "ridicola".

## Storia
Si ignorano le circostanze originarie della produzione del ritratto, che è applicato su un supporto ligneo su cui sono visibili due timbri della dogana francese. La prima pubblicazione risale al 1998, quando passò a un'asta di Christie's a New York, con l'attribuzione a un artista del XIX secolo, con una stima tra i 12.000 e i 16.000 dollari. Ceduto dalla vedova dell'antiquario fiorentino Giannino Marchig, in quell'occasione venne acquistata dal collezionista canadese Peter Silverman per un prezzo finale di 21.850 dollari .
In seguito prese strada l'ipotesi di un'attribuzione a Leonardo, che ha condotto a una serie di indagini scientifiche dai risultati sorprendenti. In alto a sinistra è stata infatti scovata, tramite una fotocamera multispettrale della Lumiere Technology Company, un'impronta digitale che è stata poi confrontata con altre conosciute di Leonardo: l'artista infatti notoriamente sfumava le sue opere con i polpastrelli, per raggiungere quel tipico effetto di luce soffusa e colori morbidamente amalgamati in cui era impossibile scovare qualsiasi traccia della pennellata. Se ne conoscono infatti sull'Annunciazione e sul San Girolamo e da quest'ultimo infatti è stata rilevata un'impronta di dito indice o medio che risulta compatibile con quella della "Bella principessa". Dopotutto il San Girolamo è ritenuto un'opera completamente autografa, dipinta dal maestro quando ancora era giovane e non aveva assistenti.
Si è proceduto anche a un esame al radiocarbonio del supporto, che ha confermato un'antichità della pergamena circoscrivibile entro il 1440 e il 1650, compatibile quindi con la produzione di Leonardo. L'esame ai raggi infrarossi, infine, ha evidenziato una serie di pentimenti e di similitudini con la Testa di donna di profilo di Leonardo nella Royal Library del Castello di Windsor. Il tratteggio che procede da sinistra è tipico di Leonardo.
Con la nuova attribuzione la quotazione del disegno è vertiginosamente salita a 107 milioni di euro. L'opera è stata esposta per la prima volta, dal 20 marzo al 15 agosto 2010, nell'Eriksbergshallen di Göteborg, in Svezia; nel frattempo, stando alle fonti giornalistiche, il disegno avrebbe cambiato proprietario, ma non è stato divulgato dove sia conservato. Sulla Principessa e le sue vicende ha scritto un libro Martin Kemp, professore emerito di storia dell'arte a Oxford, tra i massimi esperti di Leonardo. È stato lui a proporre il nome di Bianca Sforza, per esclusione.
Gli ha fatto eco in Italia Carlo Pedretti, altro storico esperto leonardiano, che si è dimostrato perplesso ma non assolutamente scettico: in particolare non lo convince il vestito della donna, con un ricamo della manica non pertinente all'epoca rinascimentale, privo dei tipici lacci che rendevano le maniche intercambiabili; impeccabile, secondo lui, sono invece il profilo della giovane, con l'occhio vivo ed espressivo, compatibile coi disegni leonardeschi del tempo, e l'acconciatura iberico-napoletana del "coazzone", diffusasi in Lombardia a partire dall'ultimo decennio del XV secolo in seguito del matrimonio di Beatrice d'Este con Ludovico il Moro. Nel 2008 hanno confermato l'attribuzione un gotha di studiosi, tra cui Nicholas Turner, Alessandro Vezzosi, Mina Gregori e Cristina Geddo.
Il professor Ernesto Solari, nell'ipotizzare che il ritratto di profilo potrebbe essere di Ambrogio de Predis, ha pubblicato sul sito del suo Museo virtuale dedicato a Leonardo una convincente comparazione che rivela alta compatibilità tra la fisionomia della “Bella principessa” e quella della “Dama dei gelsomini” di Lorenzo di Credi, nella quale viene identificata Caterina Sforza, e sulla base del risultato ottenuto, congiuntamente ad una ricerca sui tipici nodi sforzeschi tradizionalmente associati a Caterina, identifica la fanciulla di profilo in Caterina Sforza o alternativamente nella sorellastra Bianca Landriani.

### Ritrovamento del codice
Nel settembre 2011 Martin Kemp e Pascal Cotte, basandosi sull'analisi dei fori di legatura, hanno identificato il codice da cui il foglio sarebbe stato strappato: si tratta di una copia di un incunabolo stampato a Milano presso Antonio Zarotto nel 1490, la Sforziada di Giovanni Simonetta (Commentarii rerum gestarum Francisci Sfortiae, nella traduzione di Cristoforo Landino), conservata a Varsavia presso la biblioteca nazionale polacca (Biblioteka Narodowa) con la segnatura Inc. F. 1378. Il volume reca un frontespizio miniato opera di Giovanni Pietro Birago contenente allusioni alle nozze del suo probabile possessore, Galeazzo Sanseverino, con Bianca Sforza. Sequestrato durante il sacco di Milano del 1499, l'esemplare sarebbe passato nelle collezioni reali francesi per poi essere donato da Francesco I di Francia a Sigismondo I di Polonia in occasione delle sue nozze con Bona Sforza, nel 1518. La sua collocazione attuale si deve a Jan Zamoyski. Tale ipotesi conferma, secondo i due studiosi, l'identità dell'effigiata.
Nel suo studio The Illumination by Birago in the Sforziad incunabulum in Warsaw: in defence of Horodyski's thesis and a new hypothesis  la ricercatrice Carla Glori, convergendo sulle conclusioni dello "scopritore del vero nome del Birago dalla firma apposta sulla miniatura" professor Bogdan Horodyski, il quale ne assegna la proprietà alla famiglia di Gian Galeazzo Sforza, perviene alla conclusione che l'esemplare della Sforziade di Varsavia appartenesse alla sorellastra di Gian Galeazzo, Caterina Sforza. Tale teoria viene fondata sulla ricostruzione della storia dinastica e sulla considerazione delle insegne ed imprese araldiche dei Visconti-Sforza. La pubblicazione delle insegne araldiche inedite della famiglia Sanseverino, miniate nel prezioso incunabolo della Comedia di Dante impresso dal Cremonese in Venezia nel 1491 e ora alla Casa di Dante in Roma, viene addotta dalla Glori a supporto della sua tesi, in quanto non coincidenti con le imprese raffigurate sulla miniatura del Birago.

### Le ipotesi contrarie
Restano molte possibili interpretazioni che riconducono l'opera all'ambito della produzione dei Nazareni, nella Roma o nella Germania del XIX secolo. Fra gli argomenti addotti, quello che Leonardo non usò mai la pergamena per nessuno dei suoi 4.000 disegni sopravvissuti, e che vecchie pergamene fossero facilmente acquistabili dai falsari (cosa che spiegherebbe la datazione al C14).
Lo studioso di Leonardo, Pietro C. Marani, stima di poco valore il fatto che il disegno sia stato tracciato da un mancino, poiché molti imitatori del maestro hanno simulato questa caratteristica in passato. Marani non è convinto nemmeno dell'utilizzo della pergamena, un dettaglio "di poco conto", dell'uso di pigmenti in certe aree, della poca sicurezza del tocco e della mancanza di craquelure. Un direttore di museo che desidera conservare l'anonimato crede che il disegno  "gridi a voce alta la sua qualità di falso del XIX secolo", e considera sospetti sia i danni che i loro restauri. L'opera non venne inclusa nella mostra del 2011–2012 alla National Gallery di Londra, dedicata al periodo milanese della carriera di Leonardo; Nicholas Penny, direttore della National Gallery, disse semplicemente «Non ne abbiamo richiesto il prestito».
Una forte somiglianza stilistica è poi stata notata fra la Bella Principessa e la Young Fiancée, un'opera grafica di Julius Schnorr von Carolsfeld che si ritiene abbia utilizzato la stessa modella. Klaus Albrecht Schröder, direttore dell'Albertina di Vienna, disse «Nessuno è convinto che sia un Leonardo», e David Ekserdjian, studioso del disegno italiano del XVI secolo, scrisse che sospetta che l'opera sia una  "contraffazione". Nemmeno Carmen Bambach del Metropolitan Museum of Art, una delle studiose di primo piano dei disegni di Leonardo, né Everett Fahy, suo collega al Metropolitan, accettano l'attribuzione a Leonardo.
Molti esperti di tribunale nel settore delle impronte digitali hanno rifiutato le conclusioni sulle impronte digitali di Biro, considerando l'impronta parziale trovata sul disegno troppo generica e di insufficiente dettaglio per condurre ad una prova certa. Le affermazioni di Biro sono state rifiutate come troppo basate sulla sua personale convinzione di essere una autorità in materia. In un'altra occasione, di fronte alla domanda se poteva essersi sbagliato, Biro rispose di sì, che poteva essere.
Nel novembre 2015, un noto falsario britannico, Shaun Greenhalgh, ha assicurato di essere l'autore del disegno, asserendo di aver realizzato l'opera nel 1978, utilizzando un'antica pergamena risalente al 1587 che era stata fabbricata con lo stesso tipo di materiali che utilizzava Leonardo.

## Descrizione
Si è cercato quindi di collocare l'opera nella biografia leonardesca, assegnandola, su base stilistica e cercando tracce documentarie, al primo soggiorno milanese dell'artista. L'opera potrebbe raffigurare Bianca Sforza (1482-1496), figlia naturale (poi legittimata) di Ludovico il Moro e Bernardina de Corradis, andata in sposa a Galeazzo Sanseverino, capitano generale delle armate di Ludovico il Moro, nel gennaio 1496 e morta nel novembre dello stesso anno. Nel Ligny Memorandum di Jean Perréal, artista di corte che visitò Milano nel 1494, è ricordato l'incontro con Leonardo, che più volte gli chiese ragguagli sull'uso del gesso e della pergamena, forse proprio perché doveva attendere a un'opera del genere. La scelta della pergamena potrebbe spiegarsi con la possibilità che il ritratto facesse parte di un libro di poesie, magari facendo da copertina, come testimonierebbero tre fori lungo il bordo.